# Daji (kejserlig gemål)
Daji, född cirka 1076 f.Kr., död cirka 1046 f.Kr., var en kinesisk kunglighet. Hon var favoritgemål till den sista kungen av Shangdynastin, Shang Di Xin. Hon hade stort inflytande över kungen, och han ska i praktiken ha överlåtit åt henne att sköta statens affärer åt honom. Hon avrättades vid Shangdynastins fall. I traditionell kinesisk historieskrivning har hon beskrivits som en grym sadist och ett typiskt exempel på hur en kvinnan kan bli en dynastis olycka och förorsaka dess fall. 